# Пояна-Рускэ
Пояна-Рускэ (рум. Munţii Poiana Ruscă) — горный массив на западе Румынии, в Карпатах.

## Описание
Наивысшая точка — г. Падеш (1382 м). Площадь — 2 640 км². Характерная для всех сложенных кристаллическими породами гор мощность в Пояна-Рускэ несколько снижается радикальными пересечениями долин. Горы невысокие, но имеют важное значение для экономического сектора Румынии, поскольку богаты на различные металлы.